# Auguste Le Prévost

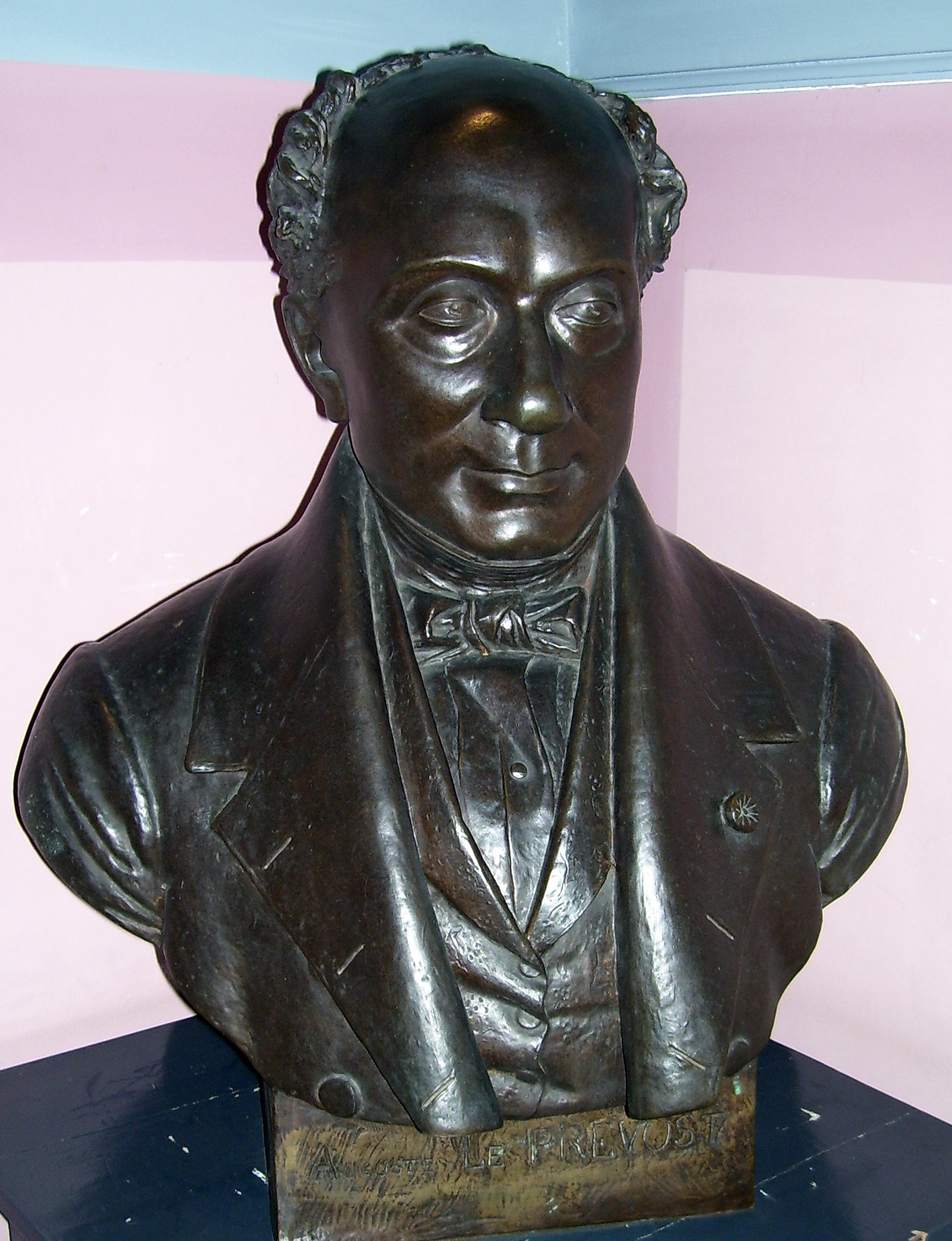
Auguste Le Prévost-Büste von Jean-Marie Bonnassieux (1810–1892) im Museum von Bernay.

Auguste Le Prévost (* 3. Juni 1787 in Bernay; † 14. Juli 1859 in La Vaupalière, Seine-Maritime) war ein französischer Archäologe und Historiker. Le Prévost und Arcisse de Caumont (1801–1873) gelten als die Gründerväter der Geschichtswissenschaft in der Normandie.

## Leben
1813 trat Le Prévost der 1744 gegründeten Académie des sciences, belles-lettres et arts de Rouen (Akademie der Wissenschaft und Schönen Künste) bei. Im August 1814 wurde er zum Unterpräfekt von Bernay ernannt. Er zog sich aber schon im November 1815 aus diesem Amt zurück und widmete sich nur noch seinen Studien über die Normandie. Dazu erlernte er verschiedene historische und moderne Sprachen, Englisch, Italienisch, Deutsch, Schwedisch, Sanskrit, Hebräisch, Altgriechisch und Latein. Er studierte Klassische Philologie, Toponomastik, Geologie, Botanik, Alte Geschichte und Archäologie. Sein Wissen war sehr umfangreich, aber sein besonderes Verdienst lag in der kritischen Methode seiner Arbeitsweise.
1818 unternahmen die Schriftsteller Charles Nodier (1780–1844), Isidore Taylor (1789–1879) und Alphonse de Cailleux eine zweimonatige Reise durch die Haute-Normandie, während der sie Stoff für ihre Buchreihe Voyages pittoresques et romantiques dans l’ancienne France („Pittoreske und romantische Reisen durch das alte Frankreich“) sammelten. In der Haute-Normandie angekommen, war Le Prévost ihr Führer. Er führte sie herum, erklärte ihnen alles und gab Nodier sogar seine Aufzeichnungen. Während dieser Reise entstand eine Freundschaft zwischen Nodier und Le Prévost. Ein reger Briefwechsel zwischen Le Prévost und den Schriftstellern schloss sich an. Das erste Buch kam 1820, das zweite Buch 1825 heraus, beide behandelten die Normandie.
Le Prévost hatte mehrere Jahre lang den Vorsitz über die Gelehrtengesellschaft Société centrale d’agriculture de la Seine-inférieure (Gesellschaft für Landwirtschaft in Seine-inférieure) und der Société libre d’agriculture, sciences, arts et belles-lettres de l’Eure (Gesellschaft für Landwirtschaft und die Schönen Künste in Eure). 1825 veröffentlichte er seinen Discours sur la poésie romantique. 1830 ging er in die Politik und wurde 1831 Generalrat des Kantons Bernay. Von 1834 bis 1848 war er Abgeordneter der Nationalversammlung. 1838 wurde er als „freies Mitglied“ in die Académie des Inscriptions et Belles-Lettres gewählt, der er bis zu seinem Tod angehörte. Von 1838 bis 1852 gab er die Historiæ ecclesiasticæ libri tredecem von Ordericus Vitalis in fünf Bänden heraus.
Le Prévost war Gründungsmitglied der Société des antiquaires de Normandie (Gesellschaft der Antiquare der Normandie). Zusammen mit Arcisse de Caumont, Charles de Gerville (1769–1853) und Gervais de La Rue (1751–1835) verfasste er wegweisende Schriften über die Architekturwissenschaft. Le Prévost teilte die nachrömische Architektur der Normandie in Romanik, Gotik, Renaissance und Moderne ein. Sein System baute auf Thomas Rickmans (1776–1841) Einteilung mittelalterlicher englischer Architektur auf.

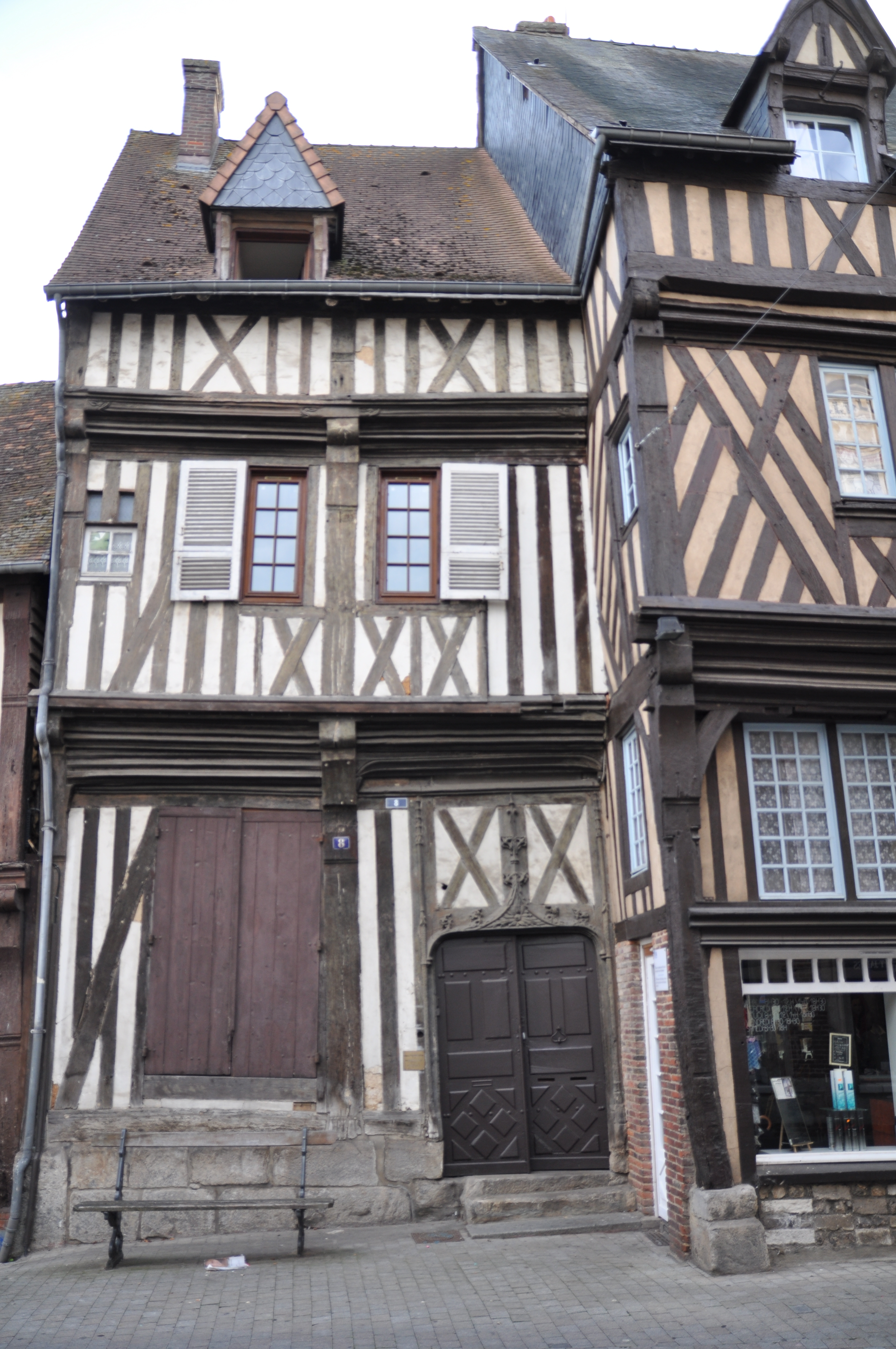
Haus in der rue Auguste Leprevost

Seine Mémoires et notes de M. Auguste Le Prevost pour servir à l’histoire du département de l’Eure wurden erst nach seinem Tod in den Jahren 1862 bis 1869 von Louis Passy (1830–1913) und Léopold Delisle (1826–1910) veröffentlicht. Eine Büste von Le Prévost wurde 1883 in Bernay eingeweiht, sie steht heute ebenda im Museum. In der Innenstadt ist eine Straße nach ihm rue Auguste Leprevost benannt.

## Werke
- Société des antiquaires de Normandie (Hrsg.): Mémoire sur la collection de vases antiques trouvée, en mars 1830 à Berthouville. T. Chalopin, Caen 1832 (französisch, Textarchiv – Internet Archive).
- Anciennes divisions territoriales de la Normandie. Crapelet, Paris 1839 (französisch, Gallica).
- Dictionnaire des anciens noms de lieu du département de l’Eure. Typographie d’Ancelle fils, Évreux 1839 (französisch, Google Books).
- Notes pour servir à la topographie et à l’histoire des communes du département de l’Eure au moyen age. Impr. de A. Hérissey, Évreux 1849 (französisch, Textarchiv – Internet Archive).
- Léopold Delisle, Louis Paulin Passy (Hrsg.): Mémoires et notes de M. Auguste Le Prevost pour servir à l’histoire du département de l’Eure. Band 1–3 (1862–1869). Auguste Herissey, Évreux (französisch, gallica.bnf.fr Teil 1 – Internet Archive, Teil 2 – Internet Archive).